# Far Hills
Far Hills es un borough ubicado en el condado de Somerset en el estado estadounidense de Nueva Jersey. En el año 2010 tenía una población de 919 habitantes y una densidad poblacional de 72 personas por km².

## Geografía
Far Hills se encuentra ubicado en las coordenadas 40°41′25″N 74°37′18″O / 40.69028, -74.62167.

## Demografía
Según la Oficina del Censo en 2000 los ingresos medios por hogar en la localidad eran de $112,817 y los ingresos medios por familia eran $149,095. Los hombres tenían unos ingresos medios de $90,000 frente a los $46,607 para las mujeres. La renta per cápita para la localidad era de $81,535. Alrededor del 2.5% de la población estaba por debajo del umbral de pobreza.